# エリック・P・シャーマン
エリック・P・シャーマン（Eric P. Sherman）は、アメリカ合衆国のプロデューサー、音響監督、脚本家。マサチューセッツ州ケンブリッジ出身。バングズーム! エンタテイメント代表取締役社長兼CEO。主に日本のアニメ作品の英語版の製作を手がけている。

## 人物
ポキプシー高校、ハーレー・スクールを経て、ニューヨーク大学芸術学部にて映画とテレビの学位を取得。
タクシーの運転手を経て、1986年にトロマ・エンターテインメントで配給関係の仕事をする。カリフォルニア州ロサンゼルスに渡り、映画作品の脚本を担当した後、1989年に日本に渡り、英語講師などの仕事をした後、1年後にアメリカに帰国。メディアブラスターズが配給する日本映画の英語版台本を書く仕事をした後、 坂本佳栄子と共同で1993年にバングズーム! エンタテイメントを設立し、日本製アニメ作品や映画作品の英語吹替の仕事にかかわる。
別名はエリック・シャーマン(Eric Sherman)。

## 参加作品
特記のないものに限り、プロデューサーとしての参加。

### テレビアニメ
1999年
- 魔法騎士レイアース（ADRディレクター、台本）

2000年
- アークザラッド（プロデューサー、ボイスディレクター、ADR台本、ADRスクリプト・エディター）
- るろうに剣心 -明治剣客浪漫譚-（プロデューサー、ボイスディレクター、ADR台本）

2001年
- 機動戦士ガンダム※オーシャングループ制作
- Night Walker -真夜中の探偵-

2002年
- X - エックス -（プロデューサー、ADRディレクター、ADRスクリプト・エディター）
- 鉄コミュニケイション（プロデューサー、ボイスディレクター）
- コスモウォーリアー零
- SAMURAI GIRL リアルバウトハイスクール（ADR台本）
- ヴァンドレッド
- ヴァンドレッド the second stage
- バビル2世（2001年）

2003年
- 藍より青し
- アルジェントソーマ（プロデューサー、ADRディレクター）
- Witch Hunter ROBIN（プロデューサー、ボイスディレクター、台本）
- おねがい☆ティーチャー
- 臣士魔法劇場 リスキー☆セフティ
- ガンフロンティア
- 十二国記
- スクライド
- ちょびっツ（プロデューサー、ADRディレクター）
- Heat Guy-J（プロデューサー、ADRディレクター）
- フィギュア17 つばさ&ヒカル
- 炎の蜃気楼
- まほろまてぃっく
- まほろまてぃっく〜もっと美しいもの〜
- LAST EXILE（プロデューサー、ADRディレクター）
- ラブひな クリスマススペシャル 〜サイレント・イヴ〜
- ラブひな 春スペシャル 〜キミ サクラチルナカレ!!〜
- 陸上防衛隊まおちゃん
- ワイルドアームズ トワイライトヴェノム

2004年
- 藍より青し〜縁〜
- 宇宙のステルヴィア（プロデューサー、ADRディレクター）
- おねがい☆ツインズ
- GAD GUARD
- ガングレイヴ（プロデューサー、ADRディレクター）
- 機動戦士Ζガンダム※オーシャングループ制作
- 真月譚 月姫
- SPACE PIRATE CAPTAIN HERLOCK
- BURN-UP SCRAMBLE
- まほろまてぃっく夏のTVスペシャル「えっちなのはいけないと思います!」

2005年
- IGPX（プロデューサー、ボイスディレクター）
- OVERMANキングゲイナー
- お伽草子
- 巌窟王
- 絢爛舞踏祭 ザ・マーズ・デイブレイク
- 最遊記RELOAD
- サムライチャンプルー（プロデューサー、ボイスディレクター）
- スクラップド・プリンセス（プロデューサー、アディショナル・ボイスディレクター）
- 蒼穹のファフナー
- 天上天下
- 花右京メイド隊 La Verite
- プラネテス

2006年
- 神無月の巫女
- 交響詩篇エウレカセブン
- 最遊記RELOAD GUNLOCK
- ジャングルはいつもハレのちグゥ
- Paradise Kiss
- ハローキティのスタンプヴィレッジ
- Fate/stay night

2007年
- 涼宮ハルヒの憂鬱（プロデューサー、ADRディレクター、ADR台本）
- TOKKO 特公（プロデューサー、キャスティング）
- ひぐらしのなく頃に
- ローゼンメイデン
- ローゼンメイデン トロイメント

2008年
- 精霊の守り人
- 天元突破グレンラガン
- 天保異聞 妖奇士
- 魔法少女隊アルス
- らき☆すた

2009年
- 無限の住人

2010年
- 涼宮ハルヒの憂鬱（2009年版）
- ヴァンパイア騎士

2011年
- けいおん!
- Secret Millionaires Club（ボイスディレクター）
- 侵略!イカ娘
- デュラララ!!
- ヴァンパイア騎士 Guilty
- ローゼンメイデン オーベルテューレ

2012年
- けいおん!!
- ペルソナ4

2013年
- アクセル・ワールド
- ソードアート・オンライン
- ぬらりひょんの孫

2014年
- Lalaloopsy Girls: Welcome to L.A.L.A. Prep School（ボイスオーバー・スーパーバイザー）
- ドラえもん（2005年版）
- マギ The labyrinth of magic

2015年
- 凪のあすから
- Fate/stay night [Unlimited Blade Works]
- マギ The kingdom of magic
- 結城友奈は勇者である

2016年
- HUNTER×HUNTER（第2作）
- ラブライブ!

2018年
- ベイブレードバースト 超ゼツ（共同製作総指揮）
- マーベルライジング：シークレットウォリアーズ（サウンド・スーパーバイザー）

2019年
- 鬼滅の刃

2020年
- 名探偵コナン エピソード“ONE” 小さくなった名探偵

2021年
- スパイディとすごいなかまたち（サウンド・スーパーバイザー）
- 半妖の夜叉姫（共同製作総指揮<壱の章>、製作総指揮<弐の章>）

### 劇場アニメ
2002年
- ガンドレス
- 機動戦士ガンダム 逆襲のシャア※オーシャングループ制作

2003年
- カードキャプターさくら 封印されたカード
- ケロちゃんにおまかせ!
- サクラ大戦 活動写真

2004年
- エクスドライバー the Movie
- エクスドライバー Nina&Rei Danger Zone
- 機動戦士ガンダムF91

2010年
- 涼宮ハルヒの消失

2011年
- 鉄拳 ブラッド・ベンジェンス
- REDLINE

2012年
- バイオハザード ダムネーション（モーションキャプチャー・プロデューサー）

2013年
- 映画けいおん!

2014年
- 劇場版 魔法少女まどか☆マギカ [前編] 始まりの物語
- 劇場版 魔法少女まどか☆マギカ [後編] 永遠の物語

2015年
- ジョバンニの島
- 劇場版 魔法少女まどか☆マギカ [新編] 反逆の物語

2016年
- GAMBA ガンバと仲間たち（プロデューサー）※グラインドストーン・エンターテインメント・グループ版

2020年
- 名探偵コナン から紅の恋歌

2021年
- STAND BY ME ドラえもん 2（プロダクション・スーパーバイザー）
- 名探偵コナン 純黒の悪夢

2022年
- バブル（ADRディレクター、台本）
- 名探偵コナン 業火の向日葵
- 名探偵コナン 紺青の拳

### OVA
1999年
- Ninja者（ボイスディレクター、台本）
- FAKE（ADRディレクター、台本）

2000年
- 覚悟のススメ（ボイスディレクター、台本）
- ジャングルDEいこう!（ボイスディレクター、台本）
- 超獣伝説ゲシュタルト（ADRディレクター、台本）

2001年
- 快刀乱麻 THE ANIMATION
- からくりの君（プロデューサー、ボイスディレクター、台本）

2002年
- イース
- エクスドライバー

2003年
- アイドルプロジェクト
- イース 天空の神殿〜アドル・クリスティンの冒険〜
- ラブひな Again

2004年
- I'll/CKBC
- サブマリン707R
- ちびっツ（プロデューサー、ADRディレクター）
- 八雲立つ

2005年
- コゼットの肖像
- 新ゲッターロボ

2006年
- 鴉 -KARAS-（プロデューサー、ADRディレクター）

2007年
- ジャングルはいつもハレのちグゥ デラックス
- テイルズ オブ ファンタジア THE ANIMATION

2008年
- KITE LIBERATOR
- ストレイト・ジャケット
- 天保異聞 妖奇士 奇士神曲

### Webアニメ
2007年
- FLAG

2011年
- 涼宮ハルヒちゃんの憂鬱
- にょろーん ちゅるやさん

2014年
- スシニンジャ（プロデューサー、ボイスディレクター）

2016年
- ロスト・イン・オズ（オーディオ・ポスト・プロダクション・プロデューサー、サウンド・スーパーバイザー）

2020年
- エイリアン・Xマス（オーディオ・ポスト・プロデューサー、サウンド・スーパーバイザー）
- ベイブレードバースト ガチ（共同製作総指揮）

2021年
- ベイブレードバースト 超王（共同製作総指揮）
- ベイブレードバースト ダイナマイトバトル（共同製作総指揮）

2022年
- DOTA: ドラゴンの血（サウンド・スーパーバイザー）

### ゲーム
2001年
- 機動戦士ガンダム（クリエティブ・スーパーバイザー）

2002年
- ジオニックフロント 機動戦士ガンダム0079（クリエティブ・スーパーバイザー）

2010年
- ゴッドイーターバースト（ボイスプロデューサー）
- 魔人と失われた王国（ボイスプロデューサー）

2014年
- パワーレンジャー・スーパーメガフォース

### 吹き替え
1998年
- Zero WOMAN II 警視庁0課の女（プロデューサー、演出、台本）

1999年
- 魔界転生 THE ARMAGEDDON（演出、台本）

2001年
- ゼイラム2（プロデューサー、演出、台本）
- 魔界転生 THE ARMAGEDDON 魔道変（プロデューサー、演出、台本）

2002年
- Zero WOMAN III 警視庁0課の女（プロデューサー、演出、台本）

2004年
- ALIVE（プロデューサー、演出、台本）

2005年
- スカイハイ 劇場版
- 着信アリ

2006年
- デス・トランス

2021年
- るろうに剣心 最終章 The Final / The Beginning（プロダクション・スーパーバイザー）

### テレビ番組
2007年
- アニメ・デッサン・レボリューション

### ドキュメンタリー
2008年
- アドベンチャーズ・イン・ボイス・アクティング（プロデューサー、監督）

### 映画
1995年
- 狼たちのカーニバル（脚色）
- 漂流教室（脚本）

1998年
- ブラボー（脚本）

1999年
- イースト・サイド（脚本）

### Webサイト
- Manga.com（プロデューサー、コンサルティング）

## 出演
- Anime: Drawing a Revolution
- 英語でしゃべらナイト※エリック・シャーマン名義